# Борін Борис Абрамович
Борін Борис Абрамович — (справжнє прізвище Шварцман) — (19 листопада 1899, Одеса — 9 лютого 1965, Чернівці) — український режисер, народний артист УРСР (з 1960). Член КПРС з 1941. Головний режисер Чернівецького музично-драматичного театру ім. О. Кобилянської.

## Життєпис
Борис Шварцман (пізніше змінив прізвище на Борін) народився 19 жовтня 1899 року в Одесі.
Театральну освіту отримав 1923-го, закінчивши Першу державну театральну студію в Одесі (педагог Микола Собольщиков-Самарін). Працював у театрах Одеси: районному драматичному театрі (1923), «Массо – драмі» (1924), російському драматичному театрі ім. А.В. Іванова (1925-1928), Театрі Революції (1928-1931, 1935-1944), у Харківському українському драмтеатрі Революції (1931-1935). У 1943 очолював фронтову концертну бригаду, яка виступала перед бійцями 3-го Українського фронту.
У 1944 році переїхав до Чернівців, де працював у Чернівецькому муздрамтеатрі режисером до 1948 року, згодом – головним режисер Чернівецького українського музично-драматичного театру (з 1954 р. ім. Ольги Кобилянської). З 1949 року – заслужений, а з 1960-го – народний артист УРСР.
За творами Тараса Шевченка здійснив вистави «Слепая», «Сліпий», «Петрусь» (1923, Державна вища театральна студія), «Неофіти», «Москалева криниця» (1939). Був художнім керівником постановок драм К. Герасименка «Легенда», в якій прозвучали героїчні мотиви Шевченкових поезій, та «При битій дорозі» за поемою Шевченка «Катерина» в Одеському українському драматичному театрі імені Жовтневої революції (1939—1941). З фронтовими бригадами цього театру інсценізував поеми «Єретик», «Марина», «Царі», вірш «Три літа» (1942—1943). Серед творчих здобутків на Буковині – «Житейське море» Івана Карпенка-Карого (1945), «Єгор Буличов та інші» Максима Горького, «Одинадцять невідомих» З.Диховичного, Б.Ласкіна, М.Слободського, «Російське питання» К.Симонова, «Тепленьке місце» О.Островського, «Весняний потік» З. Прокопенка (1949), «Вій, вітерець!» Яна Райніса (1951). 
Помер  19 жовтня 1965 року в Чернівцях. 

## Нагороди
- Орден "Знак Пошани".

- Звання "Народний артист УРСР".